# Manuel Neira
Manuel Neira, född 12 oktober 1977, är en chilensk före detta fotbollsspelare. Han är gift med den chilenska fotomodellen Pamela Díaz.